# الإصلاح في سويسرا

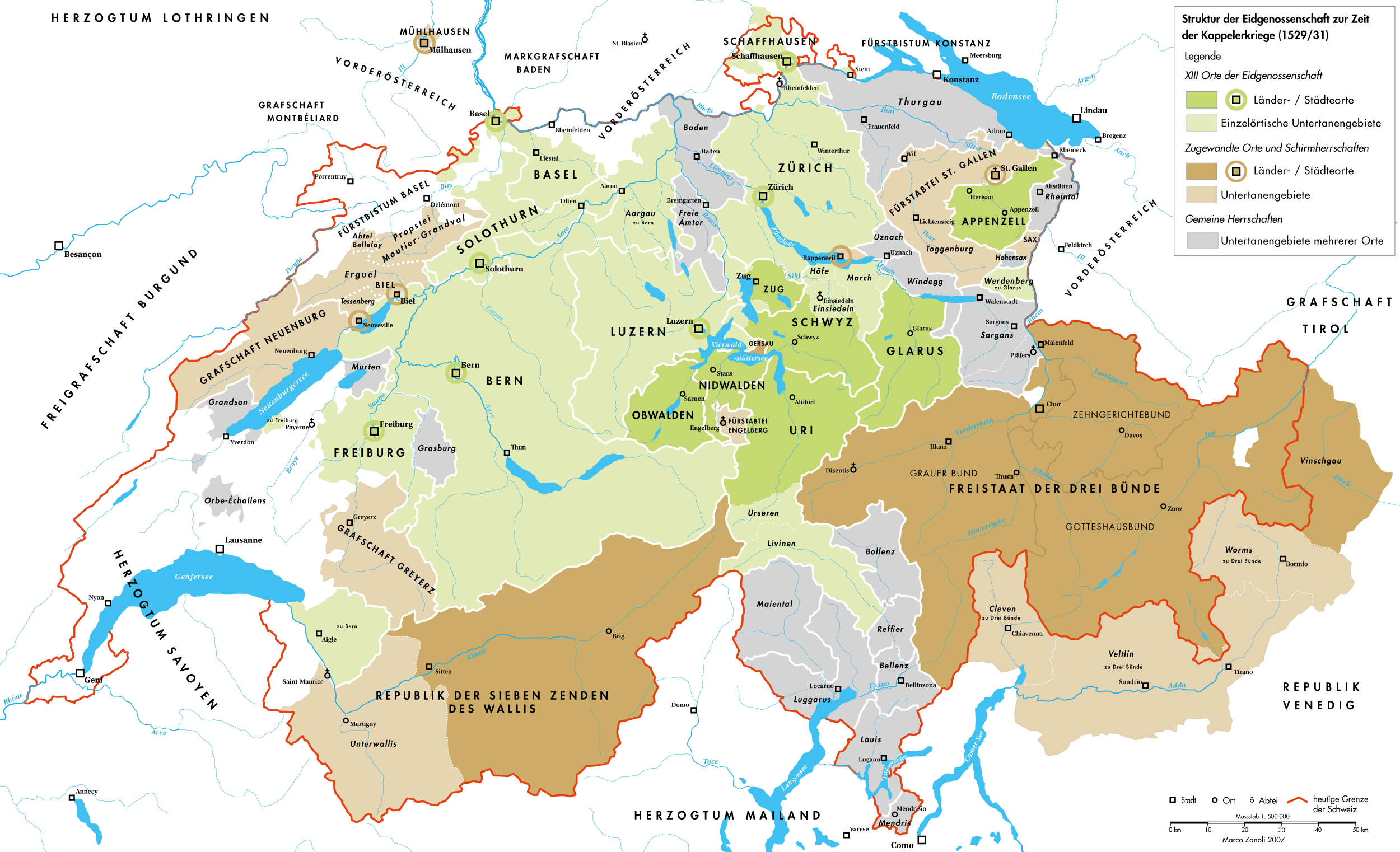
خريطة الكانتونات الثلاثة عشر المؤلفين للكونفيدرالية السويسرية عام 1530 (بالأخضر) مع أقاليمها المنفصلة التابعة (بالأخضر الفاتح)، والمسكنيات (بالرمادي) والإلحاقيات (بالبني)

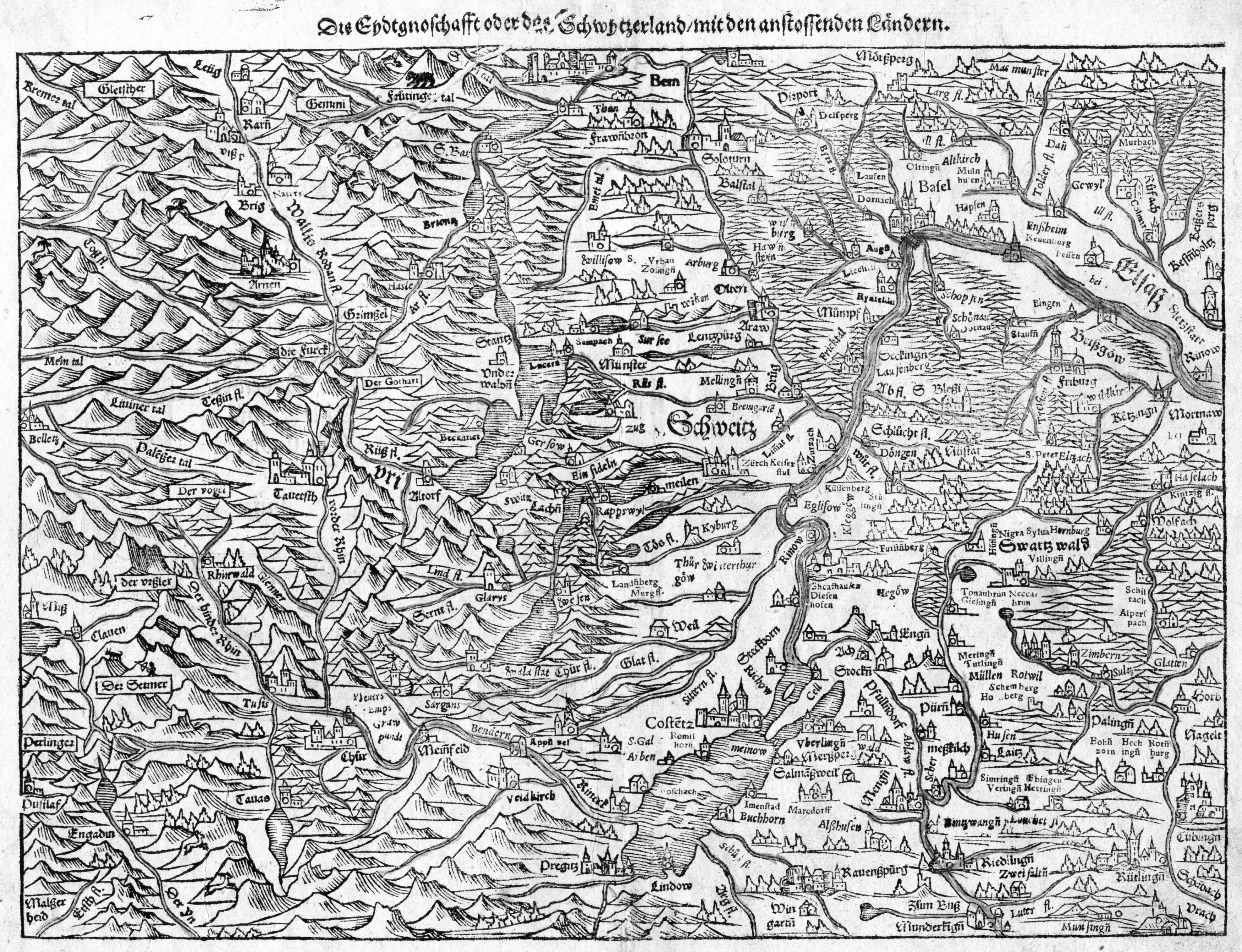
خريطة الكونفيدرالية السويسرية حوالي عام 1550

روّج هولدريخ زوينكلي للإصلاح البروتستانتي في سويسرا في بادئ الأمر، وحصل ذلك على دعم الحاكم (مارك رويست) ومواطني زيورخ في عشرينيات القرن السادس عشر. وقاد إلى تغييرات كبيرة في الحياة المدنية وشؤون الدولة في زيورخ وامتد إلى بعض كانتونات الاتحاد السويسري القديم. غير أنه بقيت سبع كانتونات رومانية كاثوليكية، ما أشعل فتيل الحرب بين الكانتونات، فنشبت حربين وعُرفت باسم حربي كابيل. بعد انتصار الكانتونات الكاثوليكية في عام 1531، أقدموا على إقرار سياسات إصلاح مضاد في بعض المناطق. وحددت الانشقاقات وانعدام الثقة بين الكانتونات الكاثوليكية والبروتستانتية سياساتها الداخلية، وعطلت أي سياسة خارجية مألوفة حتى وقت متأخر من القرن الثامن عشر.
وبالرغم من الاختلافات الدينية بينهما، والتحالف الكاثوليكي الدفاعي المقتصر على الكانتونات الكاثوليكية السبعة (العهد الذهبي)، لم تنشب المزيد من النزاعات المسلحة الكبرى بين الكانتونات. وجدير بالذكر أنه حارب جنود من كلا الجانبين في حروب فرنسا الدينية.
في حرب الثلاثين عامًا، نجحت الكانتونات الثلاثة عشر بالحفاظ على حياديتها، ويعزى ذلك جزئيًا إلى اعتماد جميع الدول الكبرى في أوروبا على المرتزقة السويسريين، ولم يكونوا ليسمحوا بوقوع سويسرا في أيدي خصومهم. لم تنخرط رابطات غراوبوندن الثلاثة في الحرب من عام 1620 وما بعده، ولم تكن آنذاك عضوًا في الاتحاد السويسري، ما أدى إلى خسارتهم لوادي فالتيلينا في الفترة 1623 إلى 1639.

## تطور البروتستانتية
بعد النزاعات العنيفة أواخر القرن الخامس عشر، احتضنت الكانتونات السويسرية جيلًا من الاستقرار السياسي النسبي. وكجزء من كفاحهم للاستقلال، سعوا لتقييد تأثير الكنيسة على السيادة السياسية. وكانت العديد من الأديرة خاضعة فعلًا للإشراف العلماني، وكانت إدارة المدارس في أيدي الكانتونات، إلا أن المدرسين كانوا لا يزالون من القساوسة.
ومع ذلك، كان هناك العديد من المشاكل في الاتحاد السويسري. إذ تمتع العديد من الكهنة والكنيسة بنمط حياة مترف في تناقض صارخ مع الظروف المعيشية للأغلبية العظمى من المواطنين⸵ ومولت ضرائب الكنيسة المرتفعة تلك الرفاهية بالإضافة إلى مبيعات معتقد الغفران الوفيرة. وكان العديد من القساوسة ضعيفي التعليم، وغالبًا ما أُهملت العديد من عقائد الكنيسة. لم يكن العديد من القساوسة عازبين وإنما عاشروا النساء دون زواج. وبالتالي وقعت الأفكار الإصلاحية على أرض خصبة.
كان هولدريخ زوينكلي المحرك الرئيسي للإصلاح في سويسرا، والذي تُعتبر أفعاله خلال قضية النقانق بدايةً للإصلاح في سويسرا. دفعته دراساته في عرف النهضة الإنسانية إلى الوعظ ضد الظلم والترتيب الهرمي في الكنيسة في عام 1516 بينما كان ما يزال قسيسًا في اينسيديلن. عندما دُعي إلى زيورخ، وسع انتقاده ليشمل المواضيع السياسية وفي إدانة بشكل خاص لأعمال المرتزقة. حظيت أفكاره بالترحيب، وخاصة من أصحاب المشاريع ورجال الأعمال والنقابات. كان التقدم موضوع الجدال الأول في زيورخ لعام 1523: قرر مجلس المدينة تطبيق خططه الإصلاحية واعتناق البروتستانتية.
في العامين التاليين، جرت تغييرات جذرية في زيورخ. عُلمنت الكنيسة بصورة شاملة. وأُعفي القساوسة من العزوبية ورُميت زخارف الكنيسة الفاخرة. تولت الدولة إدارة ممتلكات الكنائس، ومولت الأعمال الاجتماعية (والتي كانت الكنيسة تديرها حتى ذلك الحين)، ودفعت للقساوسة. سلمت كاثرينا فون زيمرن، آخر رئيسة دير لكنيسة فراومونستر، دير الراهبات بما في ذلك جميع حقوقه وممتلكاته لسلطات المدينة في 30 نوفمبر 1524. وتزوجت في العام التالي.
على مدى السنوات القليلة المقبلة، احتذت بعض المدن بالمثل الذي ضربته زيورخ، كمدينة سانت غالن وشافهاوزن وبيان وميلوز وأخيرًا برن (في عام 1528). وبموجب مرسوم، اعتنقت الأراضي الخاضعة لحكم تلك المدن البروتستانتية. في بازل، كان الإصلاحي، يوهانس أويكولامباديوس ناشطًا في سانت غالن، تبنى العمدة يواكيم فاديان الإصلاح في غلروس وأبنزل وغراوبوندن، والتي تكونت ثلاثتها من هيكلة جمهورية أكثر، وكان قرار الموافقة على الإصلاح أو رفضه في أيدي المجتمعات المحلية الفردية. في المقاطعات المتحدثة باللغة الفرنسية، كان الإصلاحيون أمثال ويليام فاريل يبشرون بالقدر الجديد بحماية شعب برنيز منذ عشرينيات القرن السادس عشر، قبيل وصول جان كالفن إلى هناك، حيث اعتنقت مدينة جنيف البروتستانتية. وفي نفس العام، غزا البرنيز كانتون فود وأُقيمت البروتستانتية هناك.
بالرغم من اعتناقهم للبروتستانتية، لم يكن مواطنو جنيف مستعدين لتبني نظام كالفن الجديد والصارم للكنيسة، ومنعوه وفاريل من دخول المدينة في عام 1538. بعد ثلاثة أعوام، وعقب انتخابات مجلس المدينة الجديدة، دُعي كالفن مجددًا. وطبق برنامجه الصارم بالتدريج. في عام 1555، فشل تمرد لمكافحة الإصلاح، وغادرت العديد من الأسر المقيمة المدينة.

### في البحث عن أصول دين مشتركة
وصل زوينكلي، والذي درس في بازل في نفس الوقت مع إيراسموس، إلى تجديد جذري أكثر من لوثر واختلفت أفكاره عن الأخير في عدة نقاط. وفشلت محاولة تسوية في ندوة ماربورغ في عام 1529. على الرغم من عثور القائدين على توافق في أربعة عشر نقطة، استمروا بالخلاف بشأن النقطة الأخيرة حول الأفخارستيا: يرى لوثر بأنه خلال الاتحاد المقدس كان الخبز والنبيذ المُقدم في العشاء الأخير أصبح فعليًا لحم ودماء المسيحيين، بينما يرى زوينكلي بأن الخبز والنبيذ كانتا مجرد رموز. وشكل هذا الانشقاق انتكاسةً شديدة، بالإضافة لهزيمة زيورخ في حرب كابل الثانية في عام 1531، حيث قُتل زوينكلي في أحد المعارك. وأدى ذلك في النهاية إلى تقييد الزوينكليانية في أجزاء محددة من الاتحاد السويسري ومنع تبنيها في مناطق شمال نهر الراين.
بعد وفاة زوينكلي، تولى هاينريش بولنجر منصبه في زيورخ. استمر الإصلاح في سويسرا للعقود المقبلة لإصلاح الكنيسة وتحسين قبولها لدى عامة الناس. حاول بولنجر بشكل خاص أيضًا تضييق هوة الاختلافات بين الزوينكليانية والكالفنية. وكان له دور رئيسي في إنشاء إجماع تيغورينو لعام 1549 مع جون كالفن ووثائق اعترافات هلفتيك لعام 1566، والتي اشتملت على جميع الكانتونات البروتستانتية وشركاء الاتحاد. اعتُمدت الاعترافات أيضًا في مناطق بروتستانتية أوروبية في بوهيميا والمجر وبولندا وهولندا واسكتلندا، وتُعد جميعها أساسًا لاهوتيًا للبروتستانتية في الحزب الكالفيني، إلى جانب التعليم المسيحي الهايديلبيرغي لعام 1563، حيث لعب بولينجر دورًا هامًا، ومجتمعات دوردريخت المحلية.

## الإصلاح المضاد
في حين ما زالت الكنيسة خاملة أثناء بدايات الإصلاح، اتخذت الكانتونات الكاثوليكية تدابيرًا مبكرة لإبقاء الحركة الجديدة بعيدة. وفرضوا صلاحيات قضائية ومالية على رجال الدين، ووضعوا قواعدًا صارمة لإدارة القساوسة، وحظروا المعاشرة دون زواج، واحتفظوا بحق تعيين القساوسة في المقام الأول، ممن عينتهم الأسقفيات سابقًا. وحظروا أيضًا طباعة المنشورات الإصلاحية ونشرها وامتلاكها⸵ ومنعوا دراسة اللغتين العبرية واليونانية (لوضع حد للدراسة المستقلة للمصادر الإنجيلية). مجملًا، كانت هذه التدابير ناجحة: ولم تمنع فقط من انتشار الإصلاح في الكانتونات الكاثوليكية وإنما جعلت الكنيسة تابعة للدولة وبشكل عام عززت من قوة السلطات المدنية.
حافظت الكانتونات الكاثوليكية أيضًا على هيمنتها على الكنائس الكاثوليكية بعد مجمع ترنت (1545 إلى 1563)، إلا أنهم قبلوا مواقفها. وعارضوا خطط تشارلز بوروميو بإنشاء أسقفية جديدة في سويسرا المركزية. ومع ذلك، لم يشتركوا في برنامج ترنت للتعليم. في عام 1574، أسست أول مدرسة يسوعيين في لوسرن. وتبع ذلك في عام 1579 تأسيس جامعة للقساوسة السويسريين، كلية هلفتيك في ميلانو. في عام 1586، افتُتحت سفارة بابوية في لوسرن. طُلبت المساعدة أيضًا من الكبوشيين⸵ وافتتح دير للكبوشيين في ألتدورف في عام 1581.
تزامنًا مع تلك الجهود لإصلاح الكنيسة الكاثوليكية، تابعت الكانتونات الكاثوليكية إعادة ضم المناطق التي اعتنقت البروتستانتية للدين الكاثوليكي. إلى جانب إعادة التحويل في الأراضي العامة، حاولت الكانتونات الكاثوليكية لأول مرة في عام 1560 إبطال الإصلاح في غلروس، حيث كان الكاثوليك من الأقلية.
شكلت الكانتونات الكاثوليكية حلفًا عسكريًا مع البابا ودوقية سافوي الكاثوليكية، وحظوا بتأييد أيغيديوس تسكودي، كبير قضاة غلروس. لكن بسبب الافتقار للمال، لم يتمكنوا من التدخل في غلروس بالقوة. في عام 1564، قبلوا بمعاهدة تنص على فصل الأديان في غلروس، ومنذ ذلك الحين كان هناك مجلسين تشريعيين في الكانتونات، أحدهما كاثوليكي والآخر بروتستانتي، وكانت غلروس ترسل ممثلين كاثوليكي وبروتستانتي إلى البرلمان الفدرالي السويسري.
نقل أسقف بازل، جيكوب كريستوف بلارير فون وارتينسي مركزه إلى بورينتري في جبال جورا في عام 1529، عندما أصبحت بازل بروتستانتية. وفي عام 1851، استرجعت الأسقفية وادي بير الواقع جنوب غربي بازل. في أبينزيل، حيث تعايش كلا الاعترافين بسلام نوعًا ما، أدت أنشطة مكافحة الإصلاح والتي بدأت بوصول رهبان الكابوشينس إلى انقسام الكانتونات في عام 1597 إلى كانتون أبينزيل إينرهودن الكاثوليكية وأوسيرهودن البروتستانتية، وامتلك كلاهما صوتًا واحدًا في البرلمان الفيدرالي السويسري.